# 17 Mädchen
17 Mädchen (Originaltitel: 17 filles) ist ein im Jahr 2011 erschienener Spielfilm der französischen Regisseurinnen Delphine Coulin und Muriel Coulin. Es ist ihr erster Spielfilm. Der Film behandelt das Thema der Mutterschaft Minderjähriger.
In Deutschland startete der Film am 14. Juni 2012 im Arsenal Filmverleih.

## Handlung
In Lorient, einer Stadt in der Bretagne, schließen 17 Mädchen eines Gymnasiums einen ungewöhnlichen Pakt: Entgegen allen Widrigkeiten und dem Unverständnis von Eltern, Lehrern und den jungen Vätern zum Trotz werden sie gleichzeitig schwanger.
Nachdem die Anführerin der Clique, Camille, ungewollt schwanger geworden ist und beschlossen hat, das Kind zu behalten, wirkt sie auf die Mädchen aus ihrer Clique ein, ebenfalls schwanger zu werden. Damit wollen sich die jungen Frauen dem traditionellen Lebenslauf in ihrer Kleinstadt entziehen und ihrem Leben einen neuen Sinn geben und den vorgezeichneten Wegen entkommen. Denn ein Kind wäre jemand, der sie bedingungslos liebt. Camille will ihr Kind allein großziehen. Der Vater ihres Kindes spielt für sie nur eine untergeordnete Rolle, aber vor allem will sie es besser machen als ihre häufig abwesende Mutter. Die Mädchen beschließen in ihrem jugendlichen Idealismus, ihre Kinder gemeinsam in einer Kommune großzuziehen. Doch nicht alles läuft so, wie sie es geplant haben. Am Ende des Films hat Camille einen Autounfall und wird in ein Krankenhaus gebracht, wo sie eine Fehlgeburt erleidet. Im Abspann daraufhin wird erzählt, dass Camille sowie ihre Mutter nach dem Vorfall jeweils die Stadt verließen und dass sie Camille nie wieder gesehen haben.

## Darstellerinnen
Louise Grinberg spielte bereits in Die Klasse von Laurent Cantet, Roxane Duran in Das weiße Band von Michael Haneke, und Esther Garrel hatte eine Rolle in Haus der Sünde von Bertrand Bonello, der 2011 im Wettbewerb in Cannes lief. Die Mehrzahl der Mädchen hatte jedoch noch nie bei einem Film mitgespielt. Yara Pilartz und Juliette Darche hatten zuvor noch nie geschauspielert.

## Kritiken
Der Film erhielt in den Medien zahlreiche Kritiken. So schreibt Stefanie Hentschel in der Brigitte: „Auf seine stille, unaufdringliche Art hat mich dieser Film begeistert wie noch kaum ein anderer in diesem Jahr. […] Die Mutterschaft als Manifest der Selbstbestimmung, erdacht von starken, selbstbewussten jungen Frauen – das erzählen die Schwestern Delphine und Muriel Coulin in ihrem ersten Spielfilm so zärtlich und wahrhaftig, dass ich vom ersten Augenblick an verzaubert war.“ Das Stuttgarter Stadtmagazin Lift attestiert dem Film „viel Diskussionspotenzial“.
Epd Film schreibt, 17 Mädchen „sei so provozierend wie feinfühlig und trotz des kontroversen Themas […] immer wieder auch komisch“.
Melanie Dorda beschreibt auf kinofenster.de, wie der Film seine ästhetischen Mittel (Kameraarbeit, Erzählperspektive, Farbgebung, diegetische Filmmusik) einsetzt, um den „harten Kontrast zwischen den Wünschen und Sehnsüchten der Mädchen und der Realität ihrer Schwangerschaften“ widerzuspiegeln. Sie resümiert: „Die Stärke des Films besteht darin, dass er das Gruppenverhalten der Mädchen sehr genau zeichnet und das Ungestüme dieser Lebensphase gut vermittelt. Er nimmt die Teenager und ihre Rebellion ernst und bewertet nicht. Damit liefert 17 Mädchen eine Studie des Erwachsenwerdens, die viel Raum für eigene Interpretationen lässt.“
Sonja Hartl von kino-zeit.de hält den Film zwar für „sehenswert“, aber „nun steht am Ende die im Film auch ausgesprochene Erkenntnis, dass träumende 17-jährige Mädchen nicht aufzuhalten seien. Und mit dieser Aussage macht es sich der sehenswerte Film ein wenig zu leicht.“

## Synchronisation
Die deutschsprachige Synchronisation entstand bei der DMT Digital Media Technologie in Hamburg nach einem Dialogbuch von Astrid Kollex, die auch die Dialogregie übernahm.
| Rolle      | Schauspieler    | Synchronsprecher        |
| ---------- | --------------- | ----------------------- |
| Camille    | Louise Grinberg | Leonie Landa            |
| Flavie     | Esther Garrel   | Nadine Schreier         |
| Mathilde   | Solène Rigot    | Julia Casper            |
| Julia      | Juliette Darche | Dorothee Sturz          |
| Florence   | Roxane Duran    | Leoni Kristin Oeffinger |
| Clémentine | Yara Pilartz    | Julia Fölster           |